# 24121 Achandran
24121 Achandran è un asteroide della fascia principale. Scoperto nel 1999, presenta un'orbita caratterizzata da un semiasse maggiore pari a 2,8652471 UA e da un'eccentricità di 0,0051189, inclinata di 1,54108° rispetto all'eclittica.